# Селца (Бузет)
Селца (итал. Selsa) је насељено место у Истарској жупанији, Републикa Хрватска. Административно је у саставу града Бузета.

## Становништво
Према задњем попису становништва из 2001. године у насељу Селца живела су 54 становника који су живели у 15 породичних домаћинстава.
Кретање броја становника по пописима 1857—2001.
| година пописа  | 1857. | 1869. | 1880. | 1890. | 1900. | 1910. | 1921. | 1931. | 1948. | 1953. | 1961. | 1971. | 1981. | 1991. | 2001. |
| бр. становника | 0     | 0     | 41    | 45    | 60    | 61    | 0     | 0     | 63    | 58    | 48    | 36    | 41    | 60    | 54    |

Напомена:Од 1890. и 1900. исказано под именом Севце, а у 1948. и 1961. под именом Селце. У 1857. и 1869. подаци су садржани у насељу Цуњ, а 1921. и 1931. у насељу Бузет. Од 1880. до 1900. исказано као део насеља.